# Villa de Guadalupe, Tabasco
Villa de Guadalupe är en ort i Mexiko.   Den ligger i kommunen Huimanguillo och delstaten Tabasco, i den sydöstra delen av landet, 600 km öster om huvudstaden Mexico City. Villa de Guadalupe ligger 451 meter över havet och antalet invånare är 122.
Terrängen runt Villa de Guadalupe är huvudsakligen kuperad, men åt sydost är den platt. Runt Villa de Guadalupe är det ganska glesbefolkat, med 38 invånare per kvadratkilometer. Närmaste större samhälle är Raudales Malpaso, 19,2 km söder om Villa de Guadalupe. Trakten runt Villa de Guadalupe består till största delen av jordbruksmark.